# إلسيوم
إلسيوم (الاسم العلمي: Illicium) هو جنس نباتي يتبع فصيلة الشزندرية من رتبة الأستربيليات.
ويسمى هذا النبات أيضا شجرة الينسون أو الينسون النجمي أو الباديان. وهناك رتبة نباتية لا يعترف فيها كل خبراء التصنيف النباتي تسمى الإلسيوميات (الاسم العلمي: Illiciales) حيث جنس الإلسيوم هو الجنس النمطي لها.